# Lijst van personages uit de Fabeltjeskrant
Dit is een lijst van personages uit De Fabeltjeskrant (alfabetisch gerangschikt op diersoort). Sommige personages verschenen in alle reeksen, andere verdwenen uit de reeks of werden later toegevoegd.
- Orm de Aap is een van de kleinere dieren van het Fabeltjesland. Hij is een kleine plaaggeest die Arthur de Leeuw graag plaagt. Ook had hij een discussie met Stoffel de Schildpad of een wond of een leugen erger is. Uiteindelijk heeft Orm ondervonden dat een leugen erger kan zijn dan een wond. Zijn stem werd verzorgd door Ger Smit.

- Droes de Beer is de broer van Wasa de Beer en dik bevriend met Jodokus de Marmot. Hij wordt soms als de boosaardige beer gezien. Hij heeft een grote rimpel op het voorhoofd en loopt al vittend door het bos. Rond 1977 had hij een relatie met Martha Hamster. Zijn stem werd ingesproken door Frans van Dusschoten.

- De gebroeders Ed en Willem Bever zijn de klusjesmannen en technici van het bos. Ze zijn bijna altijd samen in de weer. Willem (met het witte schort) heeft enkel technische school gevolgd; Ed (met het zwarte schort) heeft doorgestudeerd tot boekhouder. Ze hebben in de jaren zeventig hits met Hup, daar is Willem met de waterpomptang en Het stoomlied. De stem van Ed werd ingesproken door Ger Smit, die van Willem door Frans van Dusschoten.

- Blinkert de Bliek, vormt een paar met Frija Forel. Zij wonen samen in de grote vijver in het Dierenbos. De stem van Blinkert werd ingesproken door Elsje Scherjon.

- Marius de Bok is een vriendelijk dier dat dol is op honing. Verder is hij goedgelovig en daar maken andere dieren zoals Lowieke de Vos soms gebruik van. Toen de vos op een keer in de put was gevallen, vroeg Lowieke aan Marius om hem uit de put te halen in ruil voor honing. Marius sprong de put in, Lowieke ging boven op zijn rug staan en sprong uit de put, maar liet Marius aan zijn lot over. Gelukkig werd Marius door de andere dieren uit de put gehaald met behulp van een touw. Elsje Scherjon verzorgde Marius' stem.

- Melis Das kwam eind jaren tachtig voor in De Fabeltjeskrant. Deze oud-politieagent uit het Buitenbos kweekt in zijn burcht zijn eigen bloemen en geneeskrachtige kruiden. Melis' stem werd verzorgd door Frans van Dusschoten. Zijn voornaam is een knipoog naar het dassengeslacht Meles.

- Wip de Eekhoorn  maakte zelf eikeltjeslimonade in zijn holle boom. Hij kwam alleen eind jaren '60 in De Fabeltjeskrant voor.

- Frija Forel, de echtgenote van Blinkert de Bliek. Zij woonde alleen in 1969 in het Grote Dierenbos.

- Zoef de Haas is een eigenaardig personage. Hij helpt Juffrouw Ooievaar als haar assistent, en voert een eigen politiek. Soms zet hij een pet op en arresteert zomaar iemand. Hij begint bijna al zijn zinnen met de woorden "zoefzoef". Zijn stem werd door Ger Smit ingesproken.

- Timme de Hond Timme is een echte rashond. Hij woonde bij de mensen, maar is helaas zijn baas kwijtgeraakt. Hierdoor is Timme verdwaald geraakt in het Grote Dierenbos, waar hij verder leeft met de andere dieren. Timme speelde enkel een kleine rol in 1968.

- De gezusters Myra en Martha Hamster zijn twee sociale oude vrijsters. Ze zijn aardige types, maar sommigen vinden hen wat bemoeiziek. Door hun wangzakken slissen en lispelen ze nogal. Ze zijn altijd bereid zich in te zetten voor de 'zieke, zielige en nooddruftige dieren'. Martha is verpleegster bij dokter Meindert. In de jaren tachtig sluit Myra zich bij haar aan als hulpverpleegster. In het begin leverde Elsje Scherjon de stem van Martha en Ger Smit die van Myra, later werden beide stemmen door Scherjon ingesproken.

- Pepijn de Kater Om aan voedsel te komen, gaat hij vaak het bos uit om dan zijn slag te slaan bij de huizen van de mensen. Hij kwam voor in 1968.

- Plons de Kikvors. Mede-vijverbewoner van Blinkert en Frija. Plons woonde van 1968 tot 1969 in het Grote Dierenbos. Zijn stem werd ingesproken door Frans van Dusschoten.

- Greta Bontekoe, eigenlijk Margaretha, vormt een paar met Teun Stier. Van 1972 tot 1974 kwam ze in De Fabeltjeskrant voor, daarna vertrok ze met Teun naar het Verre Dierenbos. Ze kregen ook een dochter Greta 2 die optrok met Hondje Woef en Borita de andere jongere karakters. In 1985 kwam ze terug, gescheiden en geëmancipeerd. Ze werd toen Greet Koe genoemd en opende een vrouwenhuis waar veel geroddeld werd. Haar stem werd door Elsje Scherjon ingesproken, hoewel in het begin alleen haar geloei door Frans van Dusschoten werd vertolkt.

- Cas de Kraai heeft slechts kort in het Grote Dierenbos doorgebracht. Dit beperkte zich tot 1968. Hij schepte er een groot genoegen in met zijn gekras door het gezang van Flora Nachtegaal te krassen.

- Irma de Krekel zong de hele tijd dansliederen, zoals: tjirp tjirp hopsake, en tjirapie tjirapie bom. Vooral haar buurvrouw Truus de Mier werkte ze hiermee op de zenuwen. Ze kwam enkel van 1968 en 1969 in de serie voor.

- Chico Lama is een verre neef van Zaza Zebra. Hij spuwt voortdurend. Hij is kok, en met de hulp van de Gebroeders Bever bouwt hij zijn eethuis 'Chico's Place', in wezen de omgebouwde, vroegere zuiveltram van Teun Stier. Wanneer dit in vlammen opgaat, wordt een nieuw eethuis naast het Praathuis gebouwd. Chico's stem werd ingesproken door Frans van Dusschoten. De kijkbuiskinderen verkozen hem in 1986 tot bosmeester.

- Arthur de Leeuw is een leeuw die gelooft de koning der dieren te zijn. Uit angst voor zijn kracht doen veel dieren net alsof hij dat ook is. Er zijn ook dieren die het leuk vinden om hem voor de gek te houden, zoals Lowieke de Vos. Zijn vrouw heeft hem vaak gezegd dat de dieren alleen bang voor hem zijn of hem achter zijn rug uitlachen. Arthur heeft dit nooit geloofd tot hij ziek werd en niemand hem kwam bezoeken. Zijn karakter lijkt erg op dat van Juffrouw Ooievaar. Ger Smit sprak zijn stem in.

- Harry Lepelaar is de gabber van Piet de Pad. Een beetje vaag figuur, ogenschijnlijk niet helemaal betrouwbaar: hij heeft een ooglapje voor; voor kinderen is hij dus het prototype van een boef. Evenals Piet woonde hij van 1971 tot 1974 in het Grote Dierenbos. Hij was de eerste verloofde van Juffrouw Ooievaar. In tegenstelling tot Piet kwam hij daarna echter niet meer terug. Zijn stem is die van Ger Smit.

- Mister Maraboe is de tweede verloofde van Juffrouw Ooievaar in de jaren tachtig. Eerst moet ze niets van hem hebben. Ze noemt hem die kale kunstooievaar, maar ze wordt daarin voornamelijk aangemoedigd door Woefdram, die Mister Maraboe als een vreemde indringer ziet. Later vindt Juffrouw Ooievaar hem toch wel aardig. De voornaam van Mister Maraboe is John, ofschoon hij ook weleens Pieter werd genoemd. Zijn stem werd vertolkt door Ger Smit, die hierbij een zwaar Zuid-Afrikaans accent gebruikte.

- Jodokus de Marmot, een marmot die verslaafd is aan nagelbijten. Hij is dik bevriend met Droes de Beer. Halverwege de jaren zeventig vertrok Jodokus naar het Verre Dierenbos; hij is later niet meer verschenen. Zijn stem werd ingesproken door Elsje Scherjon.

- Truus de Mier is een bezig huisvrouwtje, het type dat zich gedraagt volgens de damesbladen. Desondanks kreeg ze toch een relatie in het Buitenbos met de vrouwenversierder Jules Cigale. Dit liep vanwege te grote karakterverschillen op niets uit. In 1988 stopte ze als huisvrouw en ging in Chico Lama's eetpaleis werken. Haar bekende uitspraak was 'tuut-tuut-tuut-tuut'. Haar stem werd ingesproken door Elsje Scherjon.

- Momfer de Mol is een mompelend, lichtschuw personage, dat uit de Limburgse mijnen komt en met een zuidelijk accent praat. Hij heeft altijd een zonnebril op, rookt graag sigaren en loopt vaak al kuchend rond. Zijn bekende uitspraak is 'mmf, mmf, ik neem wel een zegaartje'. Zijn stem werd ingesproken door Frans van Dusschoten.

- Stokebrand de Mug is een klein dier in het Fabeltjesland. Hij vindt zichzelf een goed gebouwd beestje. In ieder geval is hij een intelligent beestje. Het is echter ook een pestkop. Hij houdt ervan om Arthur de Leeuw en Toeter de Olifant te pesten omdat deze hem toch niet te pakken krijgen. Op het laatst komt hij vast te zitten in het web van Asa de Spin die hem een tijdje vast liet zitten om hem een lesje te leren. Zijn stem is die van Ger Smit.

- Mia Muilezel had een kleine bijrol in 1968. Haar taak bestond voornamelijk uit het versjouwen van zakken met dierengeld voor Koning Arthur de Leeuw.

- Maup Muis werd het leven zuur gemaakt door Pepijn de Kater. Hij woonde enkel kort in 1968 in het grote dierenbos.

- Flora Nachtegaal woonde enkel in 1968 in het Grote Dierenbos. Ze was goed bevriend met Meneer de Raaf. Haar stem werd ingesproken door Elsje Scherjon.

- Juffrouw Kato Ooievaar ziet zichzelf als een belangrijke dame. Ze heeft een eigen mening en weet het altijd beter, maar is toch iemand die vaak raad weet en de mededieren helpt. Een bekende uitspraak van haar is 'laten wij de handen ineen slaan'. Haar stem werd ingesproken door Elsje Scherjon. Ellen van Eijk, met wie de schrijver Leen Valkenier tot 1971 getrouwd was, beweerde model te hebben gestaan voor Juffrouw Ooievaar.

- Meindert het Paard studeerde na zijn carrière als renpaard geneeskunde, en kwam daarna als dierenarts naar het Grote Dierenbos. Via hem is ook Isadora Paradijsvogel naar het bos gekomen. Hij is een respectabele heer, en trad eind jaren tachtig in het huwelijk met Zaza Zebra. Hij was ook degene die het eerst Melis Das had ontmoet, een vrolijke flierefluiter die daarna in het Grote Dierenbos kwam wonen. De stem van Meindert het Paard werd door Ger Smit ingesproken.

- Piet de Pad is een echte sjacheraar, die overal geld in ziet. Net als zijn goede vriend Harry Lepelaar is hij niet helemaal te vertrouwen. Zijn bijnaam is Piet Patat, omdat hij eigenaar is van een friettent die hij 'Piet's Smikkelpaleis' noemt. Hij neemt het niet zo nauw met de volksgezondheid: hij serveert larven die niet helemaal vers zijn, waardoor de klanten buikpijn krijgen, met als gevolg dat zijn zaak wordt opgedoekt door de Voedselcommissie onder leiding van Juffrouw Ooievaar. Om te voorkomen dat Bor de Wolf zijn Smikkelpaleis overneemt, steekt hij het in brand, waarna hij samen met Harry Lepelaar vertrekt naar het Verre Buitenbos. Piet woonde van 1971 tot 1974 in het Grote Dierenbos, maar keerde in 1988 weer terug, ditmaal zonder Harry. De stem achter Piet is van Frans van Dusschoten, die het personage een Stad-Utrechts accent gaf.

- Isadora Paradijsvogel heet eigenlijk Doortje Spreeuw, maar gebruikt vaak haar artiestennaam. Ze is een oude artieste met een schorre stem, die tegenwoordig meer in het Praathuis bij een borrel te vinden is. Ze is via Meindert het Paard naar het Grote Dierenbos gekomen en had aanvankelijk ook een relatie met hem. Haar stem werd door Elsje Scherjon ingesproken.

- Ome Gerrit de Postduif is na een carrière in de duivensport, waar hij een manke poot opliep, in het Dierenbos komen wonen. Daar is hij de slechthorende eigenaar van het door hem geopende postkantoor. Hij was de winnaar van het in de jaren zeventig gehouden liedjesfestival 'Het Landjuweel'. Zijn stem werd door Ger Smit ingesproken.

- Meneer de Raaf, officieel Crox de Raaf, is een heer die bij de andere dieren populair is. Hij geeft vaak ironisch-realistische opmerkingen, en gaat zo soms tegen de mening van Juffrouw Ooievaar in. De stem werd door Ger Smit ingesproken.

- Arie de Rat is een onbetrouwbaar dier dat gemene dingen doet en de andere dieren te slim af is. Ook Lowieke de Vos houdt hij weleens voor de gek. Hij is echter zeer onderdanig jegens Arthur de leeuw, zodat hij enig bescherming geniet van dit sterke dier. Men kan hem vergelijken met Woefdram.

- Asa de Spin Asa de Spin zet Stokebrand de Mug een tijdje vast in haar web.

- Snoespoes is een Lamaar, geëmigreerd uit het Nijverdal. Ze vormt met Woef Hektor een stel. Ze is te zien in de afleveringen uit 1973-1974. De stem is van Trudy Libosan.

- Stoffel de Schildpad is een personage dat soms medelijden opwekt. Hij kan zich maar traag verplaatsen en heeft voortdurend last van kwaaltjes. Een bekende uitspraak van hem is dan ook 'Ik voel me appelig'. De Gebroeders Bever bouwden voor hem een stoommobiel zodat hij zich sneller kan voortbewegen. In de jaren tachtig kreeg hij een relatie met Carmen Tortilla, die in het Buitenbos vertoefde. Zijn stem werd door Elsje Scherjon ingesproken.

- Meneer de Uil is degene die de kijkertjes voorleest uit de Fabeltjeskrant. Zijn echte naam, Jacob, wordt weinig gebruikt en in de verhalen zelf speelt hij slechts een ondergeschikte rol. Hij verschijnt in de begingeneriek en op het einde van het programma, en praat de verhalen aaneen. Bekende uitspraken van hem zijn: 'Dag, lieve kijkbuiskinderen' en 'oogjes dicht en snaveltjes toe'. Zijn stem werd ingesproken door Frans van Dusschoten.

- Rocus de Vrije Vogel kwam in deze serie voor van 1969 tot 1972 en is typisch een kind van de flowerpower. Zijn rol is die van bemiddelaar: bij ruzie in het Grote Dierenbos probeert hij de partijen weer tot elkaar te brengen. Hij spreekt met een Amerikaans accent. Een bekend liedje dat hij zong is 'Heb je last van wintertenen'. Zijn stem werd ingesproken door Aart Staartjes.

- Lowieke de Vos is een levensgenieter, hij is goed bevriend met Meneer de Raaf en verschijnt vaak in diens gezelschap. Beiden zijn stamgasten in het Praathuis. Bekende uitspraken zijn 'hatsekidee' en 'dat wordt smikkelen en smullen'. De stem werd ingesproken door Ger Smit.

- George de Wezel is een gulzig dier dat graag veel en lekker eet. Hij kwam enkel voor in de vertelling "de wezel en de kat" samen met Pepijn de Kater. Hierin vraagt Pepijn aan George hem te helpen om wat voedsel uit de kelder van de mensen te stelen. George houdt zich echter niet aan zijn belofte en at alles op wat er in de kelder zat. Hierdoor kon hij niet meer door de nauwe opening naar buiten komen en werd hij door de mensen ontdekt. Die hebben hem voor straf hard aan het werk gezet. Zijn stem was afkomstig van acteur Ger Smit.

- Woefdram is een enigszins geniepig type, dat net als Zoef de Haas soms eigenaardige acties pleegt en bij Juffrouw Ooievaar nogal geliefd is. Zijn stem werd door Ger Smit ingesproken. Hij was afkomstig uit het Nijverdal uit de serie De Woefs en de Lamaars. Het is onduidelijk wat voor beest Woefdram is, mogelijk een hazewindhond. In 1985 kreeg Woefdram een ongeluk met vuurwerk en voortaan moest hij met een ooglapje door het leven.

- Bor de Wolf is een vreedzaam personage, hoewel van hem soms verwacht wordt dat hij zich als een woeste wolf gedraagt. Bor is de baas van het Praathuis, de centrale ontmoetingsplaats van de dieren. Begin jaren zeventig was hij verloofd met Oléta Vulpecula. Zij kregen samen een kind genaamd Borita. Het personage is autobiografisch gebaseerd op het leven van tekstschrijver en bedenker Leen Valkenier. Bekende uitspraak van Bor is 'Hoea, ik ga wel naar het Enge Bos'. Zijn stem werd door Ger Smit ingesproken.

- Zaza Zebra werd door dokter Meindert vanuit het Derde Dierenbos naar het Grote Dierenbos gebracht. Het is een wat verlegen en schuw personage. Ze trouwt met Meindert, dit tot groot protest van Woefdram die haar als een vreemde indringster ziet. Op een zeker moment begon ze een apotheek in de stal van Greet Koe. Dit zinde Meindert aanvankelijk niet, maar later werd dit bijgelegd. Haar stem werd door Elsje Scherjon ingesproken.

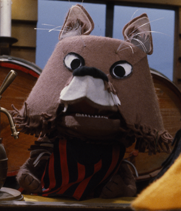
Bor de Wolf
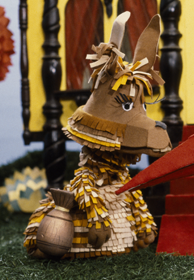
Chico Lama
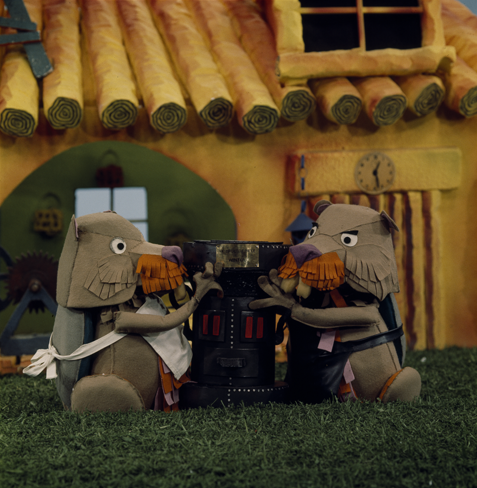
Ed en Willem Bever
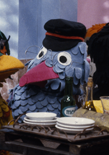
Gerrit de Postduif
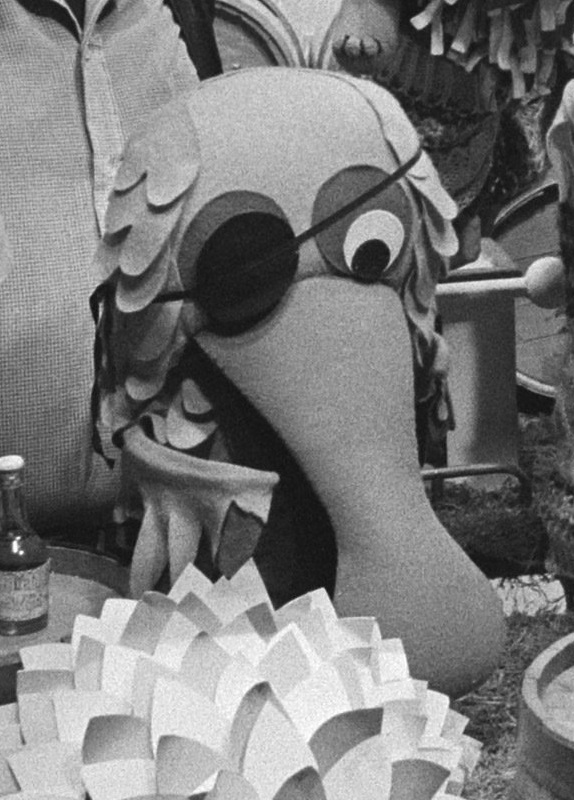
Harry Lepelaar
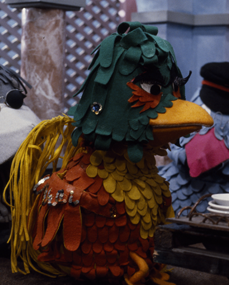
Isadora Paradijsvogel
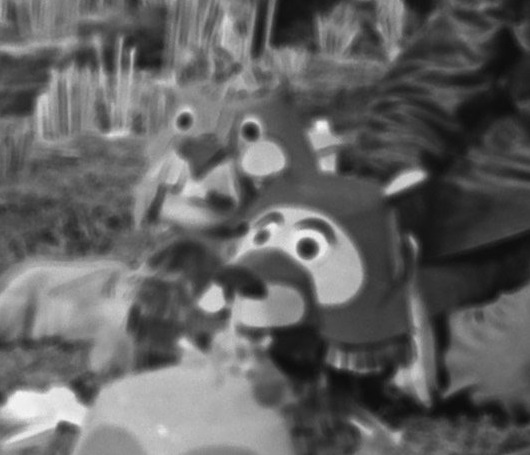
Jodokus de Marmot en Droes de Beer
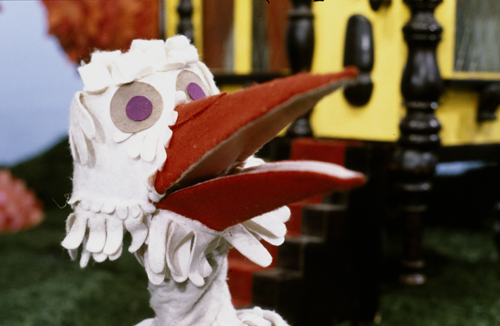
Juffrouw Ooievaar
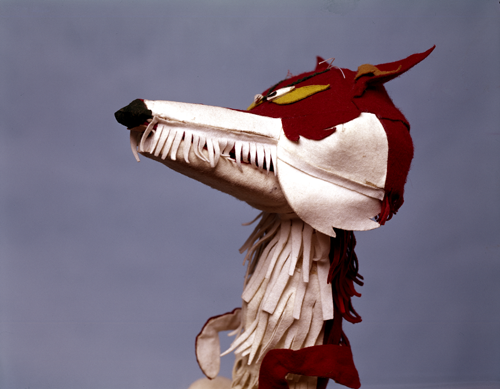
Lowieke de Vos
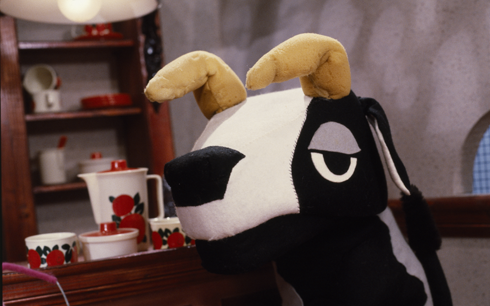
Margaretha Bontekoe
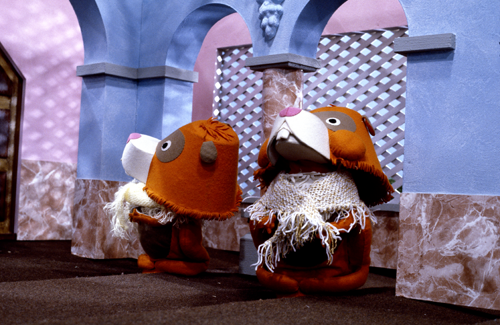
Martha en Myra Hamster
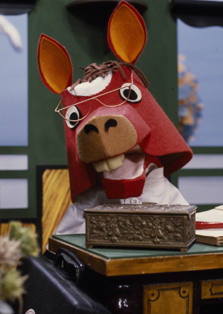
Meindert het Paard
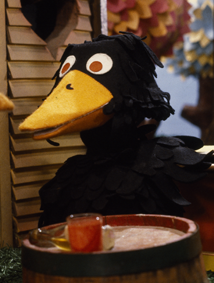
Meneer de Raaf
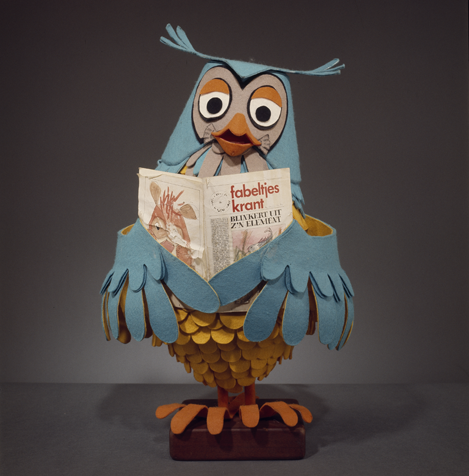
Meneer de Uil
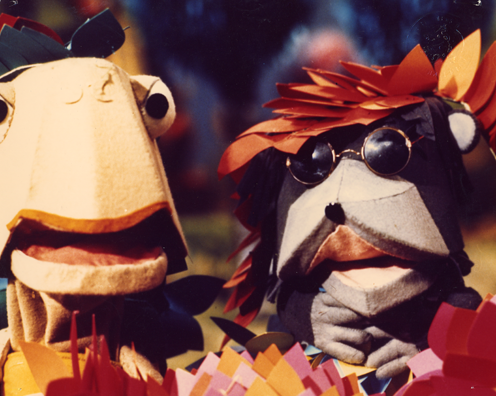
Stoffel de Schildpad en Momfer de Mol
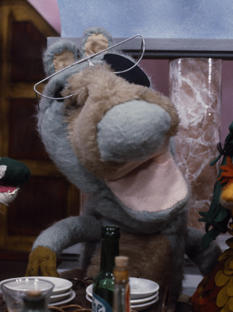
Woefdram
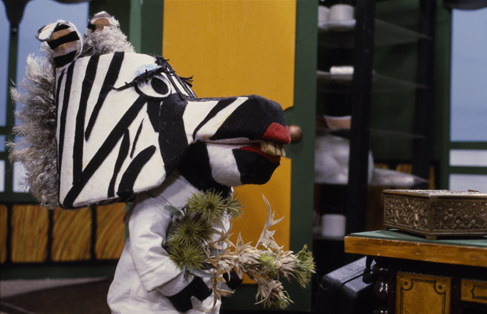
Zaza Zebra
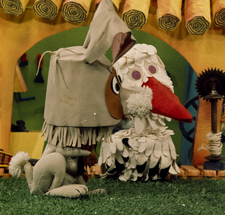
Zoef de Haas met Juffrouw Ooievaar